# Schismus barbatus
Schismus barbatus é uma espécie de planta com flor pertencente à família Poaceae. 
A autoridade científica da espécie é (L.) Thell., tendo sido publicada em Bulletin de l'Herbier Boissier, sér. 2 7(5): 391. 1907.

## Portugal
Trata-se de uma espécie presente no território português, nomeadamente no Arquipélago da Madeira.
Em termos de naturalidade é nativa da região atrás indicada.

## Protecção
Não se encontra protegida por legislação portuguesa ou da Comunidade Europeia.